# 埴原八蔵
埴原 八蔵（はいばら はちぞう）は、安土桃山時代の武将。大坂の陣で自害した。

## 経歴
父の次郎右衛門儡線は豊臣秀吉の馬廻りであった。八蔵は、秀頼の小姓を務め、知行は800石であった。1615年6月4日（慶長20年5月8日）大坂城落城時、城内で豊臣秀頼、淀殿ら33人と共に自害した。大坂城内に建てられている秀頼・淀殿ら自刃の地の碑にその名が残る。